# 巴恩斯鎮區 (愛荷華州比尤納維斯塔縣)
巴恩斯鎮區（英語：Barnes Township）是位於美國愛荷華州比尤納維斯塔縣的一個行政鎮區。

## 地方資料
根據2010年美國人口普查的數據，巴恩斯鎮區的面積為94.06平方千米，當中陸地面積為94.00平方千米，而水域面積為0.06平方千米。當地共有人口4540人，而人口密度為每平方千米48.27人。